# Helenelund
Helenelund es un barrio situado en el sur de la comuna sueca de Sollentuna. Helenelund linda con la comuna de Estocolmo, capital de este país, en la provincia de este nombre.
Helenelund tiene una estación de tren con el mismo nombre.
- Datos: Q3656669